# Tarique Flowers
Tarique Flowers (Belize City, 20 mei 1996) is een Belizaans wielrenner.

## Carrière
In 2016 werd Flowers, achter Joel Borland en Giovanni Lovell, derde op het nationale kampioenschap tijdrijden. Twee dagen later werd hij vijfde in de wegwedstrijd.
In februari 2017 won Flowers een etappe in een Belizaanse nationale wedstrijd, waarna hij in mei deelnam aan de tijdrit voor beloften op de Pan-Amerikaanse kampioenschappen. In die door José Rodríguez gewonnen wedstrijd eindigde Flowers, die bijna zeven minuten langzamer was, op plek 23. Anderhalve maand later werd hij nationaal kampioen tijdrijden in een wedstrijd waar hij als belofterenner aan deelnam.

## Overwinningen
2017
 Belizaans kampioen tijdrijden, Elite
Belizaans kampioen tijdrijden, Beloften